# Palacio de Invierno del Bogd Khan

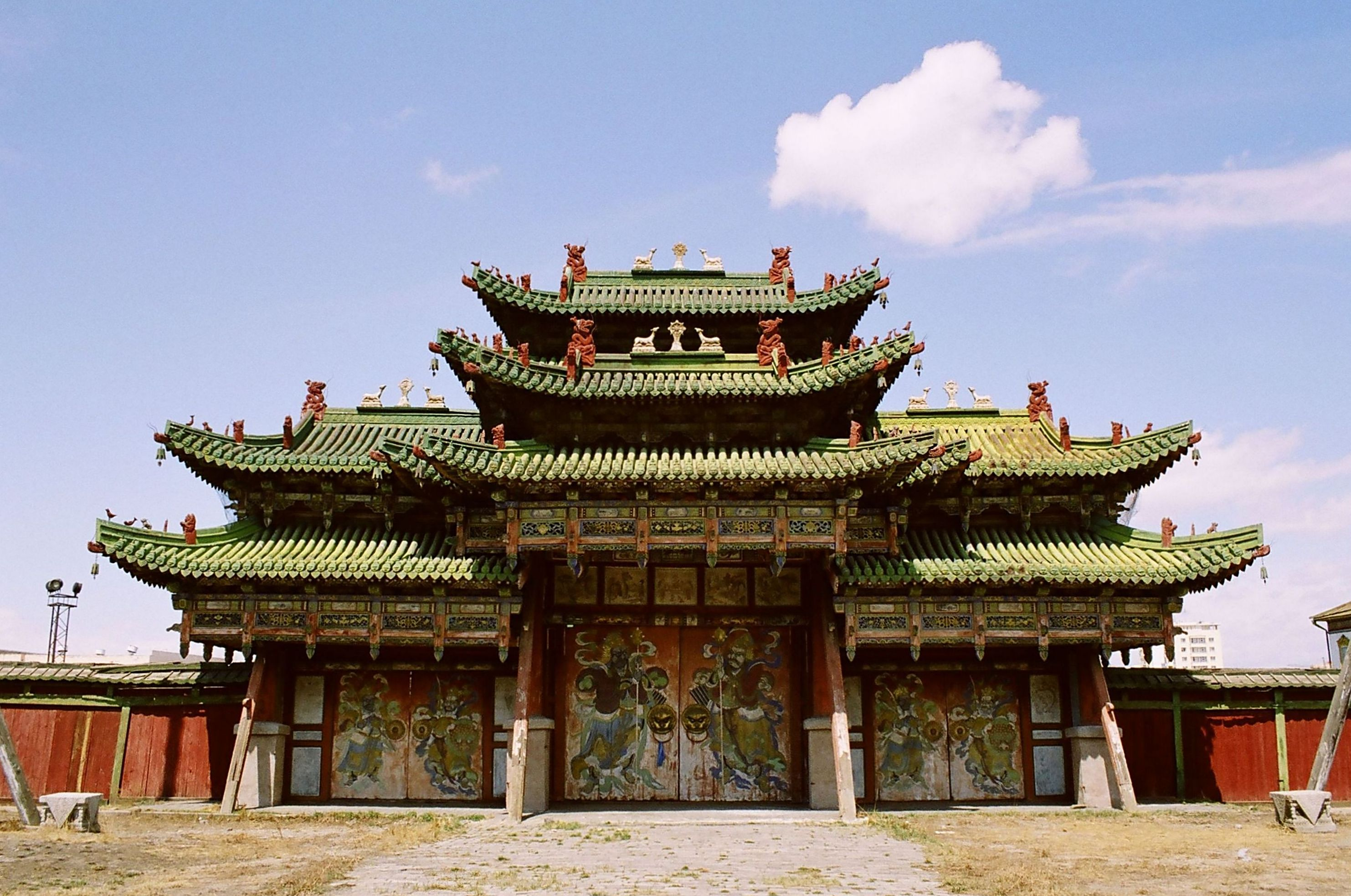
Una de las puertas del palacio.

León de piedra pintado que guarda una de las salas.

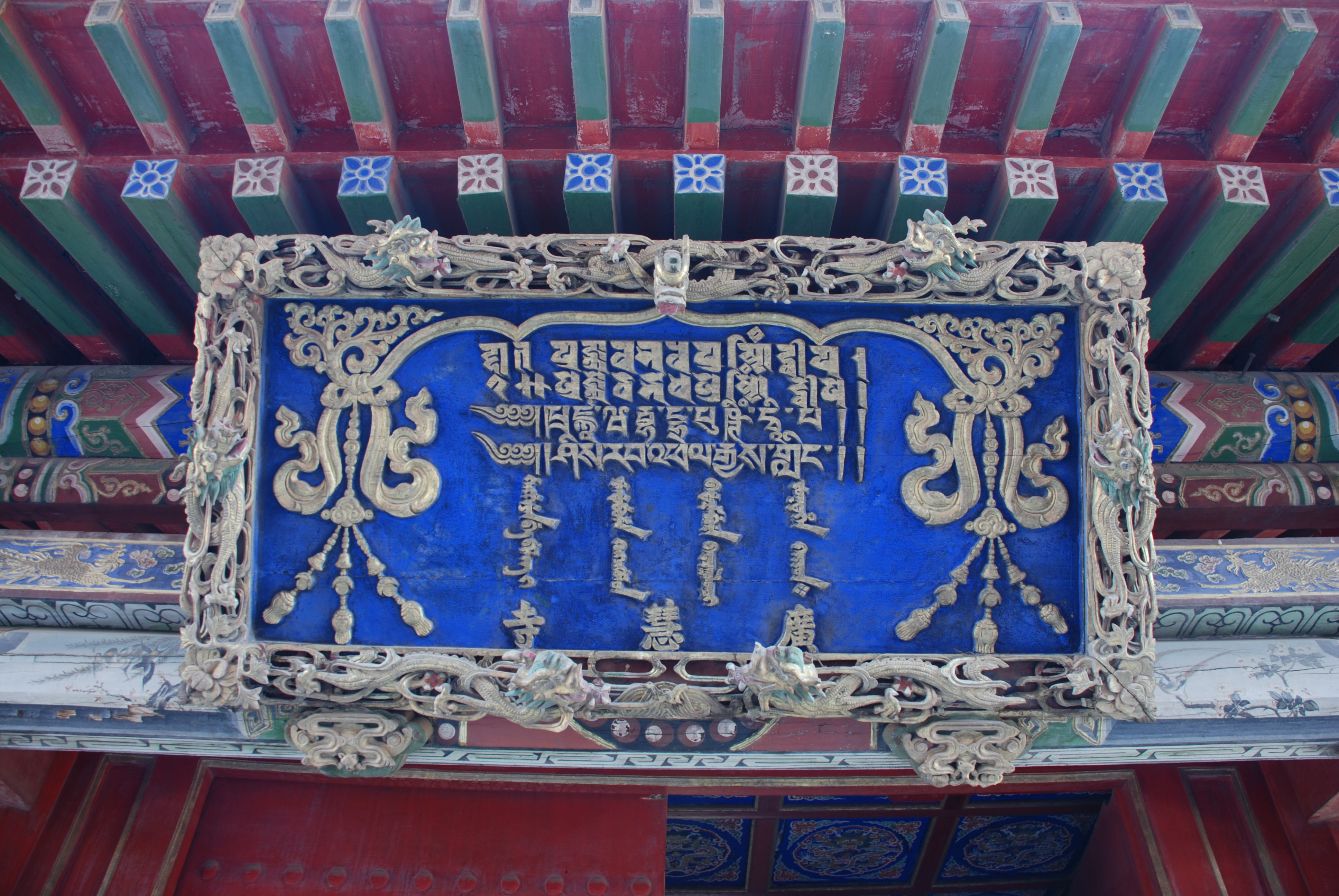
Casa del último Khan

El Palacio de Invierno del Bogd Khan fue uno de los palacios imperiales del Bogd Khan (1869-1924) que se encuentra en el sur de Ulan Bator, en la carretera hacia Zaisan. Ahora es un museo. El palacio es el único que queda de los cuatro residencias originales de la octava reencarnación de Jebtsundamba Khutughtu, que más tarde se proclamó Bogd Khan, o emperador de Mongolia.
El complejo incluye seis templos. En la exposición se encuentran muchas de las posesiones del Bogd Khan, como su trono y la cama, su colección de arte y animales de peluche, su  adornado ger ceremonial y un par de botas ceremoniales dadas al Khan por el zar Nicolás II de Rusia.